# Speciální čarodějnický díl (13. řada)
Speciální čarodějnický díl (v anglickém originále Treehouse of Horror XII) je 1. díl 13. řady (celkem 270.) amerického animovaného seriálu Simpsonovi. Scénář napsali Joel H. Cohen, John Frink, Don Payne a Carolyn Omineová a díl režíroval Jim Reardon. V USA měl premiéru dne 6. listopadu 2001 na stanici Fox Broadcasting Company a v Česku byl poprvé vysílán 15. července 2003 na stanici ČT1.

## Děj
Epizoda je rozdělena na tři části: Váda s vědmou (Hex and the City), Dům na zabití (House of Whacks) a Divotvorné děti (Wiz Kids).

### Úvod
Smithers vyvěšuje výzdobu – oranžového netopýra – na dům pana Burnse. Spadne ze žebříku a sveze se po elektrickém vedení až k elektrickému rozvodu, kde dostane ránu, která ho zabije. Výboj způsobí, že se věž, na které je rozvod umístěn, rozlomí a spadne na Burnsovo mauzoleum. Z toho vyletí 4 rakve, které se opřou o sloupy u dveří a následně se otevřou. Pak se objeví Simpsonovi. Homer je převlečený za Freda Flintstona, Marge za Wilmu Flintstonovou, Líza a Maggie jako siamská dvojčata a Bart jako hobo. Když uvidí hořící rakve, začnou křičet a utíkat pryč. Projdou skrz mříže na vratech, a to je rozdělí na několik kusů, které se dále rozutečou po okolí.

### Váda s vědmou
Simpsonovi jsou na procházce v etnické čtvrti. Bart si všimne věštkyně a vejdou do jejího obchodu. Vědma vidí, že život Marge je naplněn velkým utrpěním. Pak vejde Homer a začne ji odsuzovat. Při odchodu se zaplete do korálků ve dveřích, tričko mu začne hořet od svícnu a spustí se voda z protipožárního zařízení, což zničí mnoho předmětů v obchodě a věštkyně ho za to prokleje: „Přineseš smůlu všem svým milovaným.“.
Ráno Marge zjistí, že jí narostly modré vousy. Bart navrhne, aby se přidala k cirkusu, a Homer ho za to začne škrtit. Bartův krk se ale vytahá a je dlouhý přibližně 20 centimetrů. Hlava mu pouze plandá. Líza se změní v kentaura, z Maggie je slunéčko s lidskou hlavou. Homer si ale i tak myslí, že ta kletba je nesmysl. Vočko mu v hospodě poradí sehnat si leprikóna. Pak na Lennyho a Carla spadne vrtulník a Vočko se dostane do láhve s lákem. Homer tedy vezme Barta a jdou do lesa chytat leprikóna. Ráno v díře skutečně jednoho najdou. Doma ale tropí jen neplechu. Lízu napadne, že by ho měl odnést k té cikánce a poslat ho na ní. Leprikón a vědma se do sebe zamilují a mají svatbu. Oddává je Yoda: „Za ženu a muže prohlašuji vás nyní.“. Mezi hosty jsou i Kang a Kodos. Barta to už ale nezachránilo, je mrtvý, může jim ho vrátit Homerova lítost. To on ale odmítá.

### Dům na zabití
Za Marge domů přijde robot, který ji nabízí Ultradům 3000. Marge souhlasí. Doma si pak volí hlas, kterým na ně dům bude mluvit. Mají na výběr hlas Matthewa Perryho, Dennise Millera a Pierce Brosnana. Nakonec si zvolí Pierce. Dům pro ně vaří, uklízí po nich, myje nádobí a dělá i všechny ostatní domácí práce. Později začne mít Pierce zálusk na Marge. Říká Homerovi, jaké má štěstí, že má Marge. Homer mu na to řekne, že spolu budou, dokud je smrt nerozdělí. Pak by byla znovu k mání pro chlapa nebo počítač. V noci Pierce zabije Homera. Když se ráno Marge probudí, skoro hned jí dojde, co se stalo. Volá policii, ale dovolá se pouze záznamníku. Marge začne utíkat. Pak Homer vyleze z podlahy v kuchyni, není mrtvý. Rodina se vydá do sklepa, kde je centrální procesor. Homer začne postupně vytahovat moduly, až se Pierce vypne. Marge vezme procesor a daruje ho Patty a Selmě. Ony mu vezmou tlačítko na sebezničení, tak do sebe začne mlátit lampou, aby už netrpěl.

### Divotvorné děti
Bart a Líza chodí do Kouzelnické školy v Pihovicích. Do třídy s Bartem a Lízou chodí i Potter. Líza je skvělá kouzelnice, naopak Bart je lajdák. Lord Montymort (pan Burns) má plán zmocnit se kouzelnické síly Lízy. Smithers vypadá jako had a jmenuje se Slizrs. Unesou Barta a přemluví ho, aby jim pomohl přemoci Lízu. Na školní akademii kouzel má Líza předvést číslo s levitujícím drakem. Bart ale Líze vyměnil hůlku za pendrek. Drak je vypuštěn. Líza se chopí své hůlky a chce zpacifikovat draka. Pak zjistí, že nemá svou hůlku. Drak se promění v lorda Montymorta a začne vysávat Lízinu sílu. Bart se se svou hůlkou rozeběhne na lorda a píchne ho do holeně. Vyjde najevo, že to je jeho čarovná holeň a umírá. Slizrs sní lorda.

### Závěr
Pierce Brosnan, leprikón a žabák, kterého vyčaroval Bart, vyjdou z hereckého karavanu a drží v ruce koše s ovocem. Pierce jim nabídne, že je vezme svým autem, které stojí hned u karavanu, k jejím autům. Když vyjedou, tak zjistí, že oni žádné auto nemají.

## Produkce
Díl režíroval Jim Reardon a na scénáři se podíleli Joel H. Cohen, John Frink, Don Payne a Carolyn Omineová. Jedná se o dvanáctou epizodu každoročních halloweenských Speciálních čarodějnických dílů, která byla kvůli smlouvě stanice Fox s Major League Baseball World Series přesunuta na 6. listopadu 2001 a vysílána šest dní po halloweenu. Stejně jako ostatní halloweenské speciály je epizoda považována za nekanonickou a nespadá do běžné kontinuity seriálu. Jednalo se o první halloweenský speciál, u kterého autoři v titulcích neuvedli „strašidelná jména“. Důvodem byly teroristické útoky z 11. září, po kterých se štáb „snažil být citlivý“, a podle producenta Iana Maxtone-Grahama by všechna halloweenská jména odkazovala na útoky, kdyby byla zachována. Mike Scully, jenž na epizodě pracoval jako showrunner, uvedl, že „strašidelná jména“ byla odstraněna, protože se také „změnila v nestydaté vsuvky“ pro vedlejší projekty, které dělali členové štábu Simpsonových.
První část, Vádu s vědmou, napsal Joel Cohen. Cikánskou věštkyni v pasáži nadabovala Tress MacNeilleová, zatímco skřítka Dan Castellaneta. Showrunner Al Jean v audiokomentáři na DVD k epizodě uvedl, že skřítek, kterého viděl na konci části, byl velmi vtipný, stejně jako způsob, jakým ho Reardon režíroval. Skřítek se od této epizody objevil ještě mnohokrát a stal se jednou z mála postav Simpsonových, které „přeskočily z halloweenských (dílů) do běžných epizod“.
Dům na zabití napsali společně John Frink a Don Payne. Payne, který vymyslel příběh části, vycházel z filmu Stanleyho Kubricka 2001: Vesmírná odysea. Pasáž měla původně končit tím, že Ultradům Homera zabije, a za kompenzaci rodina naprogramuje dům s Homerovou osobností. Ultradům ztvárnil Pierce Brosnan. Role byla původně zamýšlena pro Seana Conneryho a v průběhu produkce štáb zvažoval také Lylea Lovetta a Garyho Oldmana, u čehož rozhodnutí zůstalo, dokud „někdo, kdo pracoval pro (Lovetta), nerozhodl, že by bylo nějak urážlivé, aby hrál dům“, jak tvrdí Scully. V tomto okamžiku se štáb rozhodl pro Brosnana. Scully uvedl, že „Brosnan nakonec odvedl skvělou práci“ a že práce s ním byla „opravdu zábavná“. Původně měl mít Ultradům pompadour a hrát na kytaru, nicméně změnili jeho manýry, aby lépe vyhovovaly Brosnanovu výkonu. Jako host se objevil také Matthew Perry, jenž ztvárnil sám sebe jako jeden z hlasů Ultradomu. Stálý dabér Dan Castellaneta ztvárnil v této části Dennise Millera (musela být vytvořena speciální závěrečná zmínka, aby nedošlo k záměně s diváky, kteří si mysleli, že skutečný Dennis Miller v pořadu hlasově působí). Z pasáže byla vystřižena jedna scéna, která se měla odehrávat během Margina telefonátu na policejní stanici, kde je policejní šéf Clancy Wiggum, zatímco odpovídá na Margin telefonát, postřelen „RoboCopy“.
Třetí část, Divotvorné děti, napsala Carolyn Omineová. Omineová v audiokomentáři na DVD k epizodě uvedla, že tato část byla „opravdu těžce prodejná“, protože jen asi čtyři ze scenáristů četli knihu Harry Potter a Kámen mudrců, podle které byla část natočena, zatímco zbytek scenáristů o knize nevěděl a myslel si, že diváci nebudou vědět, kdo je Harry Potter. V době natáčení epizody byly napsány čtyři knihy ze série o Harrym Potterovi a filmová adaptace Harry Potter a Kámen mudrců měla být uvedena do kin 16. listopadu, deset dní po odvysílání této epizody. Z části byly vystřiženy dvě scény; jedna z nich měla sloužit jako prodloužení Montymorta a Slizrse, kteří spřádají svůj plán, následovaná scénou, v níž si Bart češe vlasy, zatímco druhá scéna měla ukázat školníka Willieho, jak jezdí na začarované sekačce na trávu. Druhá scéna byla vystřižena kvůli času.

## Kulturní odkazy
Originální název části Váda s vědmou – Hex and the City – vychází z anglického názvu televizního seriálu Sex ve městě, Sex and the City. Část obsahuje vedlejší postavu, která vypadá podobně jako hlavní hrdina z dětské knihy Caps for Sale z roku 1938 o prodavači čepic, který nosí všechny své čepice. Cedars-Sinai je nemocnice v Los Angeles. Jeden z králíků skákajících do jámy, kterou Bart s Homerem vykopali, je Bongo, postava ušatého králíka z komiksu Life in Hell tvůrce Simpsonových Matta Groeninga. Mezi tvory, které Bart a Homer najdou v jámě, je novinářka a osobnost zpravodajství Katie Couricová a také skřítek podobný Zvonilce. Kněz na svatbě skřítka a cikánky je Yoda, postava ze série Star Wars. Děj Domu na zabití vychází ze sci-fi filmu 2001: Vesmírná odysea Stanleyho Kubricka, přičemž Ultradům působí jako odkaz na HAL 9000, antagonistu filmu. Margina fascinace Ultradomem byla inspirována vědecko-hororovým filmem Ďábelské sémě Donalda Cammella. Ultradům nosí rukavice podobné těm, které nosí Mickey Mouse. K útoku na Homera používá Ultradům kromě mnoha jiných zbraní i automatické kladivo podobné tomu, které Homer vynalezl v dílu Kouzelník z Evergreen Terrace. Divotvorné děti zakládají svou zápletku na knihách o Harrym Potterovi, které napsala J. K. Rowlingová, jež později hostovala v epizodě Obtěžoval jsem anglickou královnu.

## Přijetí
Ve svém původním americkém vysílání 6. listopadu 2001 se díl spolu s novou epizodou pořadu stanice Fox Zlatá sedmdesátá stal podle společnosti Nielsen Media Research toho večera nejsledovanějším kanálem stanice Fox mezi dospělými ve věku 18 až 49 let. Dle Nielsenu získal díl mezi dospělými diváky ve věku 18–49 let rating 7,6 a 11% podíl na publiku. Časopis Media Life Magazine označil výkon Simpsonových ve sledovanosti té noci za „vynikající“. Dne 2. září 2003 byla epizoda vydána spolu s epizodami Pátý speciální čarodějnický díl, Speciální čarodějnický díl 7. řady a Speciální čarodějnický díl 8. řady jako součást DVD s názvem The Simpsons – Treehouse of Horror. Epizoda byla znovu vydána jako součást DVD a Blu-ray setu The Simpsons: The Thirteenth Season, vydaného 24. srpna 2010.
Po svém televizním odvysílání a vydání 13. řady Simpsonových na DVD se epizoda dočkala smíšeného hodnocení od kritiků. Casey Broadwater ze serveru Blu-ray.com uvedl, že epizoda „je jen tak tak vstupem do každoroční halloweenské antologie seriálu“, zatímco Colin Jacobsson z DVD Movie Guide napsal, že sice „nemá mnoho významných nedostatků“, ale také „nikdy pořádně nezazáří“. Svou recenzi uzavřel slovy, že tento díl „není špatný, nýbrž průměrný“. Podobný názor zastával i Matt Wheeldon, který pro Good Film Guide napsal, že jde o „průměrně kvalitní Speciální čarodějnický díl“, a popsal jej jako „snadno koukatelný“ a „poměrně zapamatovatelný, ale zdaleka ne nejlepší z celé skupiny“. Nate Boss z Project:Blu uvedl, že epizoda je „chvílemi zapamatovatelná, chvílemi zapomenutelná“ a že „zahajuje 13. řadu s úsměvem, skučením a mlaskáním“. Ron Martin z 411Mania napsal, že ačkoli díl nepovažuje za nejhorší epizodu řady, „co se týče Speciálních čarodějnických dílů, musí být jedním z nejslabších“.
Dominic von Riedemann napsal pro server Suite101, že epizoda je „zklamáním“. Eric Mink v recenzi pro newyorský deník Daily News před oficiálním vysíláním epizody pochválil, že je „vhodně vtipná“, nicméně dodal, že epizoda „se zdá být chudá na popkulturní rýpance a šťourání do celebrit, které dodávaly lesk zářivé pověsti seriálu“. Jennifer Malkowski z DVD Verdictu však epizodu hodnotila kladně a označila ji spolu s Homerovou zelenou medicínkou za dva nejlepší díly řady. Napsala, že epizoda „uspěla díky smíchu ode zdi ke zdi“, a uvedla několik scén a gagů, zejména „příšerného zvracejícího žabího ‚prince‘, který Barta okouzlí“. Dílu udělila hodnocení A−. Aaron Peck z časopisu High-Def Digest byl také příznivě nakloněn a uvedl, že epizoda je „jedním z (jeho) nejoblíbenějších Speciálních čarodějnických dílů“.
Váda s vědmou sklidila od kritiků smíšené ohlasy; Broadwater napsal, že část byla „trochu zklamáním“, zatímco Boss ji označil za „poměrně slabou“. Mink se však domníval, že část byla v epizodě nejlepší. Dům na zabití byl přijat dobře. Broadwater pasáž označil za „brilantní“, zatímco von Riedermann ji označil za nejlepší ze všech tří. Boss, který byl s první částí nespokojen, měl pocit, že Dům na zabití to „vynahrazuje“. Brosnanovo hostování bylo pochváleno; Jacobsson označil jeho výkon za „překvapivě příjemné hostování“, zatímco Boss jej označil za „zabijácké“. Adam Rayner z Obsessed With Film napsal, že v části Brosnan „předvádí svůj nejlepší herecký výkon od filmu Dlouhý Velký pátek“. Zvláštní opovržení se dostalo Divotvorným dětem, třetí části dílu. Jacobsson uvedl, že část „končí seriál na nudné notě“, zatímco Mink prohlásil, že pasáž „docela padá“. Kritický byl i Boss, který napsal: „Harry Potter v mých Simpsonových? Možná je to pravděpodobnější, než si myslíte, i když pro jistotu, opravdu to smrdí.“. Andre Dellamorte z Collideru napsal, že i když část pochválil za „odvahu“ vzhledem k tomu, že film, který parodoval, ještě nevyšel, kritizoval ho, když napsal, že „hloubka parodie končí u povrchních odkazů“. Peck však pasáž označil za „dost možná jednu z nejlepších a nejchytřejších parodií na Harryho Pottera“.